# Limnephilus auricula
Limnephilus auricula là một loài Trichoptera trong họ Limnephilidae. Chúng phân bố ở miền Cổ bắc.